# سریوس سم ۲
«سریوس سم ۲» (انگلیسی: Serious Sam II) یک بازی ویدئویی در سبک تیراندازی اول شخص است که توسط ۲کا گیمز و در سال ۲۰۰۵ و در پلت‌فرم‌های لینوکس، ایکس‌باکس، و مایکروسافت ویندوز منتشر شده‌است.